# Perdó
El perdó és l'acció de no exigir venjança o revenja davant un mal real o imaginari infligit per altres; és el contrari del ressentiment. El perdó pot venir motivat o no per les disculpes de l'altre.
El perdó ocupa un lloc central en la majoria de religions, ja que és vist com un do diví que s'atorga al proïsme a imatge del perdó de Déu davant els propis actes o pecats.
El cristianisme és potser la religió que més ha tematitzat el perdó, com es pot veure als passatges de:
- Jesús quan demana el perdó per als que l'estaven crucificant
- quan diu de parar l'altra galta quan ens donen una bufetada
- Jesús va dir que s'havia de perdonar "setanta-set vegades" una ofensa
- El fragment sobre la dona adúltera i la lapidació
- L'exaltació de la misericòrdia i la pietat
- El fort lligam amb la confessió al catolicisme, en què obtenir el perdó és rebre la gràcia divina mitjançant un sagrament.[5]

De fet el cristianisme s'ha presentat sovint com la religió del perdó, oposant-se al judaisme i la llei del talió (ull per ull i dent per dent). Aquesta visió s'argumenta en el Manament nou que diu Jesucrist que ha vingut a donar al món. Aquesta tesi no és objectiva, puix que la major part de les religions tenen com a missatge central l'amor envers el proïsme. Els romans, per exemple, tenien una deessa de la Clemència.
En psicologia s'exhorta al perdó perquè s'accelera l'oblit i la superació d'un episodi negatiu. No perdonar pot degenerar en obsessions i traumes, focalitzant la vida al voltant d'una futura reparació.